# Герб гмины Надажин
Герб гмины Надажин (пол. Herb gminy Nadarzyn) — официальный символ гмины Надажин, расположенной в Мазовецком воеводстве Польши.

## Описание
Официальное описание герба гмины Надажин гласит:

В золотом поле три зелёных еловых ветки в ряд.
Оригинальный текст (пол.)W złotym polu trzy zielone gałązki jedliny w słup.— Urząd Gminy w Nadarzynie.
Изображение герба основывалось на исторических и геральдических источниках.
В книге «Herby miast i ziem polskich» даётся следующее описание герба:

Три ветки ели зелёные на серебряном фоне вертикально в ряд стоящие.
Оригинальный текст (пол.)Trzy gałązki jedliny zielone na tle srebrnym pionowo obok siebie ustawione.— Antoni Chomicki: «Herby miast i ziem polskich»
Мариан Гумовский в статье «Herby miast województwa warszawskiego», опубликованной в 1937 году в журнале «Miesięcznik Heraldyczny» давал следующее описание герба:

…3 зелёные ветки ели на серебряном фоне.
Оригинальный текст (пол.)…3 zielone gałązki jedliny na tle srebrnym.— Marian Gumowski: «Herby miast województwa warszawskiego»

## История
Самым старым известным изображением герба считается оттиск городской печати на документе 1793 года, хранящемся в Национальном музее в Варшаве. На печати надпись — «OPPIDI NADARZYNENSIS».